# Șerbota
Șerbota (rum. Vârful Șerbota, wym.: Szerbota) - szczyt położony w Rumunii w Górach Fogaraskich o wysokości 2331 m n.p.m. 
Szczyt znajduje się w grani głównej, którą biegnie czerwony szlak. Na stronę wschodnią ze szczytu opada grań zwana Custura Sărăţii. Czerwony szlak biegnący tą granią jest najtrudniejszym szlakiem w Fogaraszach i całej Rumunii.
Na szczyt prowadzi szlak niebieski ze schroniska Negoiu (1546 m n.p.m.), w końcowym odcinku skalistą nieco eksponowaną północną granią. Od zachodu i wschodu na szczyt wprowadza czerwony szlak biegnący główną granią Fogaraszy.